# Halictus rossicus
Halictus rossicus är en biart som beskrevs av Ebmer 1978. Halictus rossicus ingår i släktet bandbin, och familjen vägbin. Inga underarter finns listade i Catalogue of Life.